# Bermo
Bermo là một census town ở quận Bokaro ở bang Jharkhand, Ấn Độ.

## Cơ cấu dân số
Theo cuộc điều tra dân số năm 2001 ở Ấn Độ,India Bermo có dân số 16.954 người. Nam giới chiếm 53% và nữ giới chiếm 47% dân số. Bermo có tỷ lệ biết chữ bình quân 58%, thấp hơn mức trung bình quốc gia 59,5%; với 61% đàn ông và 39% phụ nữ biết chữ. 15% dân số dưới 6 tuổi.